# بانئاری
بانئاری (به لاتین: Banari) یک منطقهٔ مسکونی در بلغارستان است که در شهرستان دریانوو واقع شده‌است.